# 塞爾扣克山脈

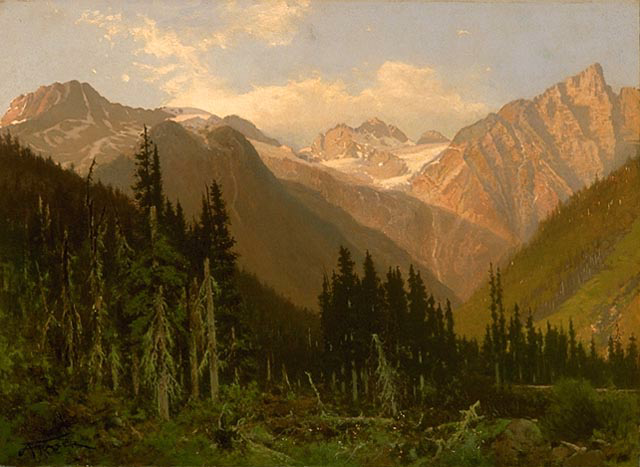

塞爾扣克山脈是北美洲的山脈，橫跨加拿大卑詩省和美國愛達荷州和華盛頓州，屬於哥倫比亞山脈的一部分，長525公里、寬175公里，山體由變質岩組成，最高點海拔高度3,519米。

## 外部連結
- http://www.selkirkloop.org/ （页面存档备份，存于）
- Free Idaho Selkirks Trail Map （页面存档备份，存于）